# 池田勉
池田 勉（いけだ つとむ、1908年 - 2002年）は、日本の国文学者。学位は、文学博士（東洋大学・論文博士・1962年）（学位論文「源氏物語の制作過程に関する研究」）。成城大学名誉教授。

## 略歴
1934年広島文理科大学卒。1938年同窓の蓮田善明・清水文雄・栗山理一とともに『文藝文化』を創刊、1944年まで続け、日本浪曼派の一翼を担い、三島由紀夫を育てた。1962年「源氏物語の制作過程に関する研究」で東洋大学より文学博士の学位を取得。成城大学教授、1979年定年退任。

## 著書
- 言霊のまなび 子文書房 1940 文芸文化叢書
- 人麿と赤人 春陽堂書店 1942 新文庫
- 国学のしるべ 校註 春陽堂 1944 新文庫
- 都の文学 七丈書院 1944
- 森鷗外 成城国文学会 1948 文芸読本
- 島崎藤村 成城国文学会 1949 文芸読本
- 徒然草 成城国文学会 1949 文芸読本
- 伊勢物語 市ケ谷出版社 1950 文芸読本
- 佐藤春夫 市ケ谷出版社 1951 文芸読本
- 源氏物語試論 古川書房 1974
- 半眼微笑 古今文学談 古川書房 1983.9. 古川叢書